# Городоцький деканат
Городоцький деканат — один з 8 католицьких деканатів Кам'янець-Подільської дієцезії Римо-Католицької церкви в Україні.

## Парафії

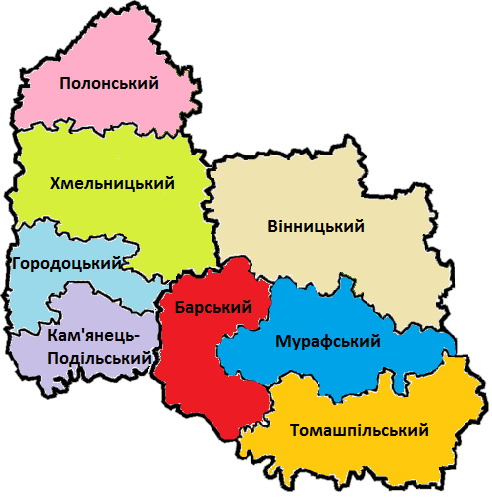
Карта деканатів Кам'янець-Подільської дієцезії

- Андріївка– Пресвятого Серця Ісуса
- Бедриківці – Святого Владислава
- Борщівка – Божого Милосердя
- Віньківці – Святого Антонія
- Городок – Святої Фаустини Ковальської
- Городок – Святого Йосипа
- Городок – Святого Станіслава Єпископа
- Жищинці – Непорочного Серця Божої Матері
- Зіньків – Пресвятої Трійці
- Завадинці – Бога Отця
- Клинове – Матері Божої Милосердя
- Кузьмин – Святого Архангела Михайла
- Куманів – Преображення Господнього
- Купин – Матері Божої Святого Скапулярія
- Кутківці – Воздвиження Святого Хреста
- Михайлівка – Матері Божої Святого Скапулярія
- Мудриголови – Святого Франциска
- Підлісний Олексинець – Святого Йосипа
- Проскурівка – Відвідин Пресвятої Діви Марії
- Сатанів– Ясногорської Пресвятої Діви Марії - Матері Церкви
- Смотрич – Святого Миколая
- Солобківці – Матері Божої Святого Скапулярія
- Чемерівці – Матері Божої Ченстоховської
- Черче – Пресвятої Трійці
- Шарівка – Матері Божої Святого Розарія
- Ярмолинці – Святих Апостолів Петра і Павла
- Ясенівка – Воздвиження Святого Хреста